# Trésor d'Ersekë
Le Trésor d'Ersekë a été découvert pendant la Seconde Guerre mondiale par des soldats de la Wehrmacht à Ersekë.
Les objets du trésor sont identiques au trésor découvert précédemment à Vrap et il est assez illogique de les attribuer à tort à certains Avars supposés, qui n'existaient pas sur les terres où le trésor a été trouvé, mais il y avait des proto-bulgares de Kouber[Interprétation personnelle ?].